# Jelets
Jelets (Russisch: Елец) is een stad in de oblast Lipetsk in het westen van Rusland. De stad ligt op 350 kilometer ten zuidoosten van Moskou aan de rivier de Sosna (zijrivier van de Don). De stad telde 116.726 inwoners bij de volkstelling van 2002.
Jelets werd voor het eerst genoemd in het jaar 1146 en werd pas in 1778 een stad. Sinds de 19e eeuw is de stad vooral bekend door de productie van kant.
Een belangrijke bezienswaardigheid in de stad is de Hemelvaartskathedraal, gebouwd door Konstantin Thon.

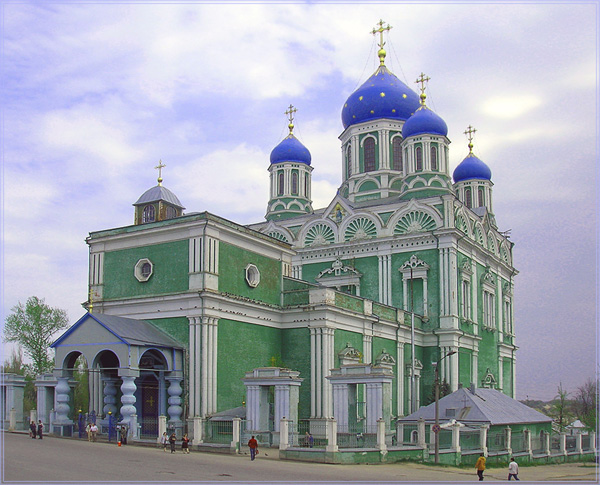
Voorzijde van de Hemelvaartskathedraal

## Geboren in Jelets
- Tichon Chrennikov, (1913-2007), componist en muziekpedagoog
- Oleg Kopajev (1937-2010), voetballer